# How I Feel
«How I Feel» es una canción interpretada por el cantante y rapero estadounidense Flo Rida. Formará parte de su próximo álbum de estudio, The Perfect 10. Fue lanzada como sencillo el 28 de octubre de 2013, como descarga digital a través de iTunes. Incluye el sample de la versión remezclada por Bassnectar de la canción "Feeling Good" de Nina Simone. Alcanzó la octava ubicación en la lista de sencillos del Reino Unido.

## Video musical
El video musical fue dirigido por Shane Drake y rodado en Las Vegas. Comienza mostrando a Flo Rida ingresando con sus amigos al Planet Hollywood Resort y al casino de Las Vegas. Acto seguido, se muestran rodeados de mujeres mientras apuestan en el casino. En algunos escenas, la imagen se congela y la cámara hace un zum sobre la acción que sucede en el cuadro.

## Lista de canciones
| Estados Unidos — Descarga digital |              |          |  |
| N.º                               | Título       | Duración |  |
| 1.                                | «How I Feel» | 2:49     |  |

| Reino Unido — Descarga digital (Remixes) |                                           |          |  |
| N.º                                      | Título                                    | Duración |  |
| 1.                                       | «How I Feel» (Sick Individuals Radio Mix) | 3:23     |  |
| 2.                                       | «How I Feel» (SCNDL Radio Mix)            | 3:19     |  |
| 3.                                       | «How I Feel» (Special Features Radio Mix) | 5:41     |  |
| 4.                                       | «How I Feel» (Wolfpack Radio Mix)         | 5:22     |  |
| 5.                                       | «How I Feel» (Twenty1 Radio Mix)          | 3:21     |  |
| 6.                                       | «How I Feel» (Bang La Decks Radio Mix)    | 5:00     |  |

## Posicionamiento en listas
| Lista (2013–2014)                           | Mejor posición |
| ------------------------------------------- | -------------- |
| Alemania (Media Control AG)                 | 24             |
| Australia (ARIA)                            | 20             |
| Austria (Ö3 Austria Top 40)                 | 6              |
| Bélgica (Flandes) (Ultratip Bubbling Under) | 48             |
| Bélgica (Valonia) (Ultratip Bubbling Under) | 13             |
| Canadá (Canadian Hot 100)                   | 55             |
| Escocia (The Official Charts Company)       | 4              |
| Estados Unidos (Billboard Hot 100)          | 96             |
| Estados Unidos (Hot Dance Club Songs)       | 44             |
| Estados Unidos (Pop Songs)                  | 25             |
| Irlanda (IRMA)                              | 31             |
| Reino Unido (UK Singles Chart)              | 8              |
| Reino Unido (UK R&B Chart)                  | 1              |
| Suiza (Schweizer Hitparade)                 | 24             |